# Kharsia
Kharsia là một thị xã và là một nagar panchayat của quận Raigarh thuộc bang Chhattisgarh, Ấn Độ.

## Địa lý
Kharsia có vị trí 21°58′B 83°07′Đ / 21,97°B 83,12°Đ Nó có độ cao trung bình là 245 mét (803 feet).

## Nhân khẩu
Theo điều tra dân số năm 2001 của Ấn Độ, Kharsia có dân số 17.387 người. Phái nam chiếm 51% tổng số dân và phái nữ chiếm 49%. Kharsia có tỷ lệ 71% biết đọc biết viết, cao hơn tỷ lệ trung bình toàn quốc là 59,5%: tỷ lệ cho phái nam là 79%, và tỷ lệ cho phái nữ là 63%. Tại Kharsia, 14% dân số nhỏ hơn 6 tuổi.